# Ralf Borselius
Ralf Willy Borselius, född 17 juni 1951 i Malmö, är en svensk skulptör.
Ralf Borselius utbildade sig på Östra Grevie folkhögskola, Grundskolan för konstnärlig utbildning i Stockholm samt 1975-80 på Konstfack i Stockholm. Han bor och arbetar på Österlen och är gift med keramikern Anne-Beth Borselius.

## Offentliga verk i urval
- Gnisseltand, 2010, trä, i förskolan Ymer, Midgårdsvägen i Märsta
- Luft under vingarna, brons, 2009-11, utanför Arredalens förskola i Liljeholmen, Ullstigens förskola i Taberg och Högalunds förskola i Tenhult, alla i Jönköpings kommun
- Små varelser, sex skulpturer från 2009, brons, i Stadsparken, Trelleborg
- Sankta Maria, trä, 2007, i Östra Tommarps kyrka
- Sprungen ur boken, brons, 2006, i närheten av Amiralitetskyrkan i Karlskrona (med Nils Holgerssons underbara resa genom Sverige som tema)
- Före avspark, brons, 2003, Löberöds idrottsplats i Eslövs kommun

### Bilder

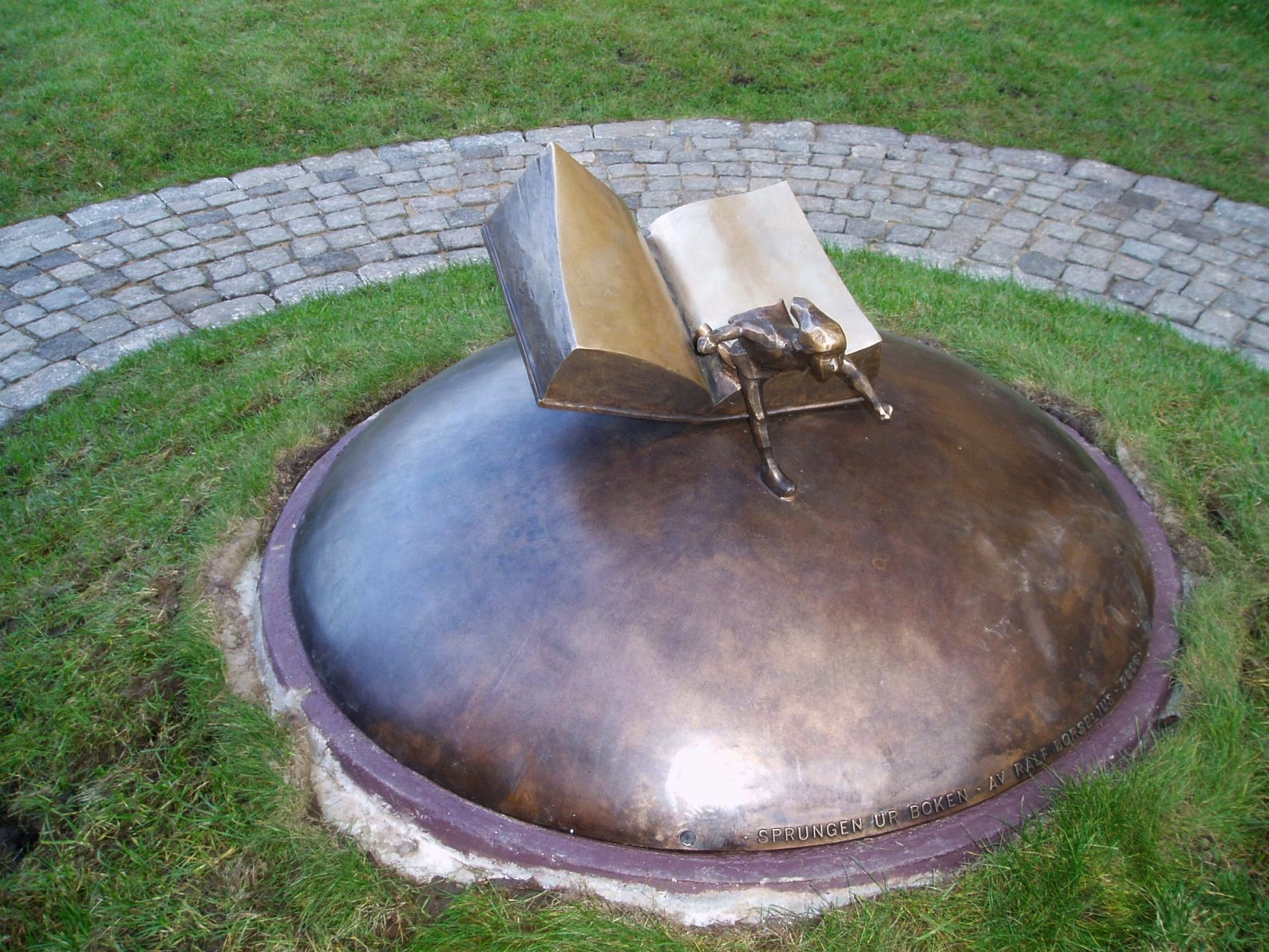
Sprungen ur boken i Karlskrona
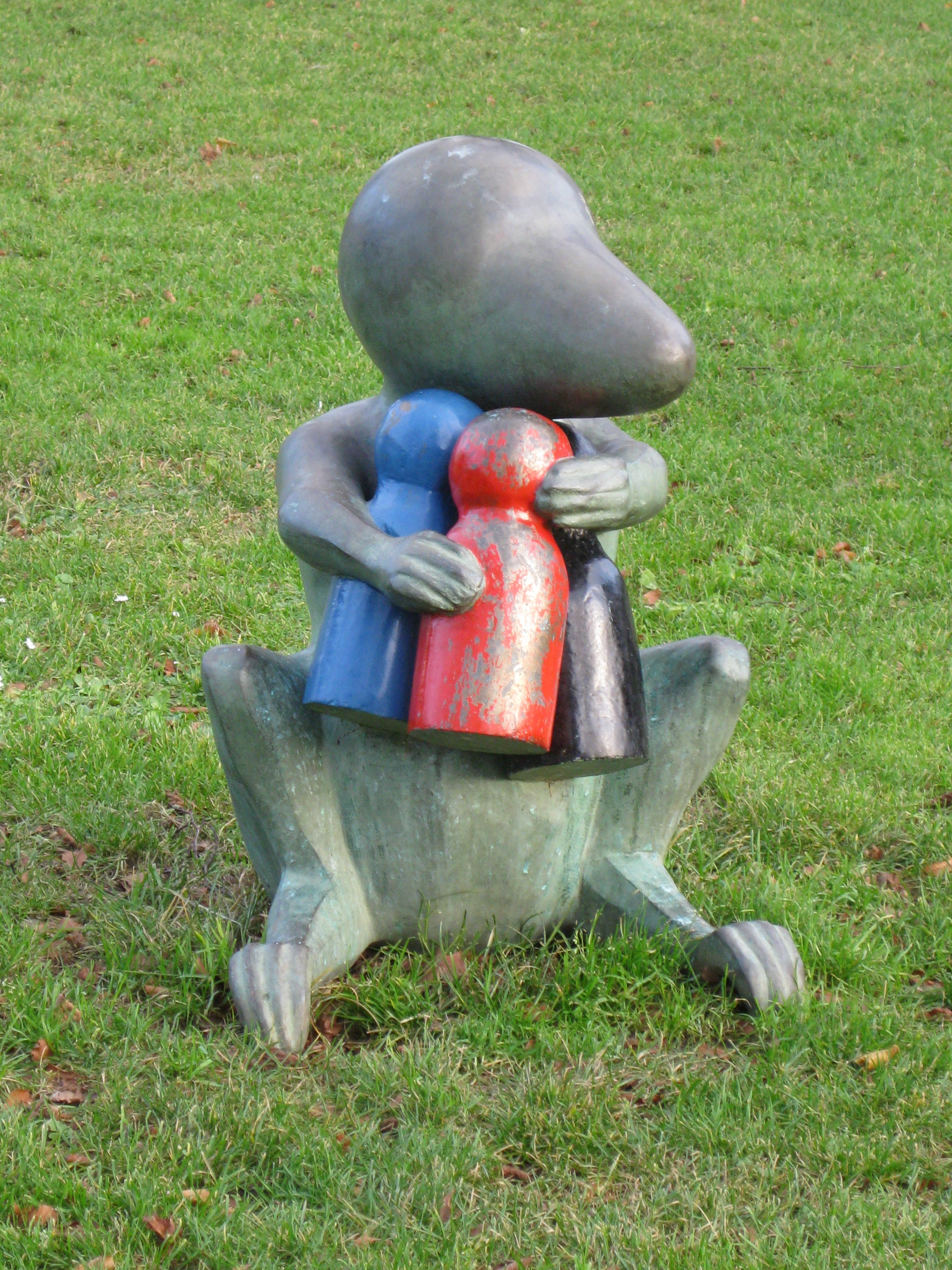
Små varelser
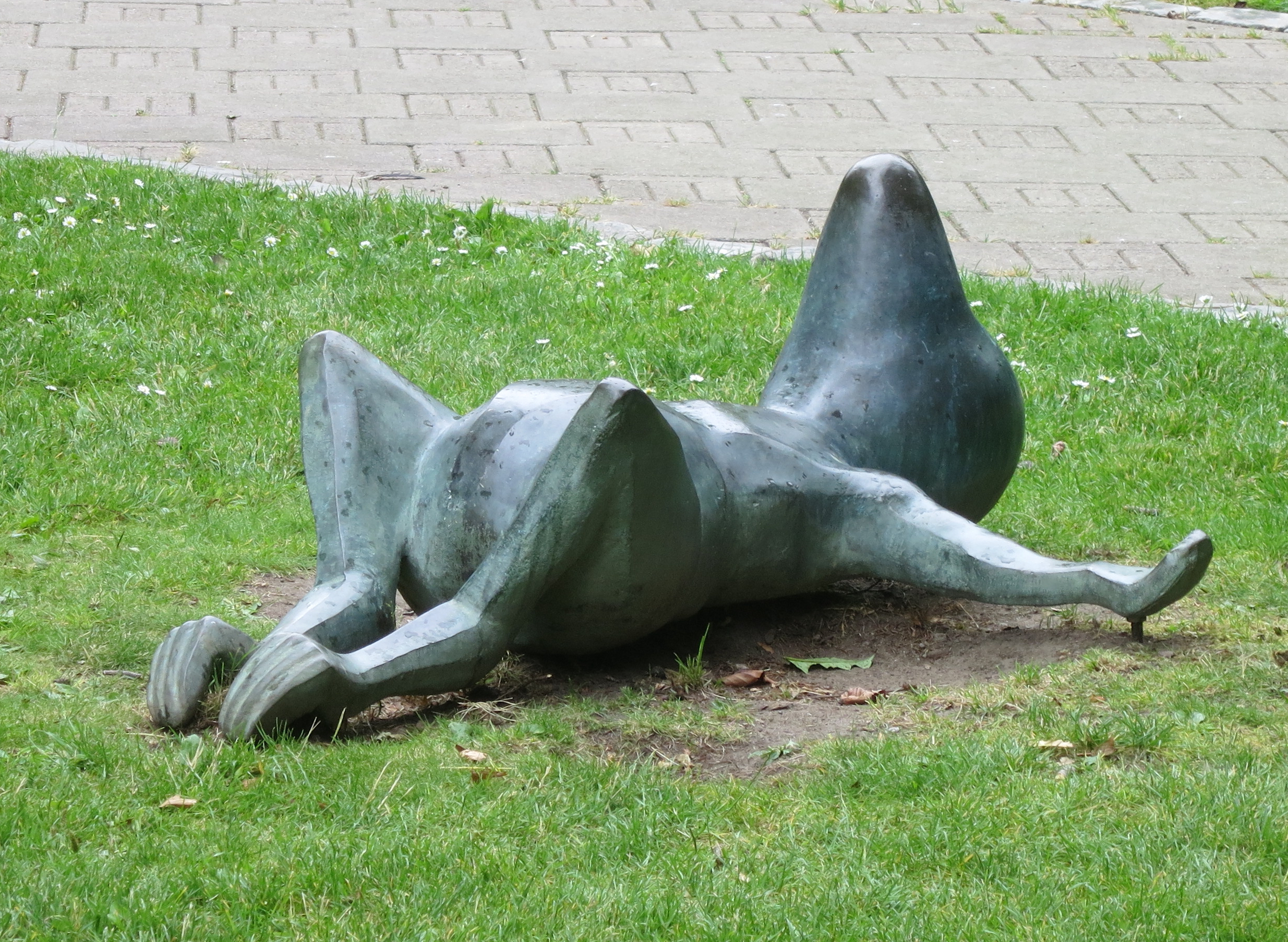
Små varelser